# Fellow
Fellow är en beteckning som används inom den engelskspråkiga akademiska världen.
Inom universitetsvärlden motsvarar "research fellow" närmast det svenska begreppet docent eller forskare på postdoktornivå.
"Visiting fellow" motsvarar gästforskare.
Inom sällskap och organisationer betecknar "fellow" den högsta nivån av medlemskap, hedersledamot. 
Att få ett "fellowship" inkluderar privilegier motsvarande hos en stipendiat.